# محسن شریفیان
محسن شریفیان (زادهٔ ۳۰ دی ۱۳۵۴ در بوشهر) خواننده، آهنگساز، نویسنده و نوازندهٔ ایرانی است. وی دارای نشان درجه‌یک هنری (معادل دکتری) در رشتهٔ موسیقی و نوازندگی نی‌انبان از وزارت فرهنگ و ارشاد اسلامی و لیسانس علوم اجتماعی با گرایش پژوهشگری است. وی فعالیت موسیقایی خود را با تأسیس گروه لیان (بوشهر) در سال ۱۳۷۲ آغاز نمود. محسن شریفیان در سی و هشتمین جشنواره موسیقی فجر، دو جایزه را از آن خود کرد، یکی در حوزه کتاب‌های پژوهشی (تاریخی و فنی) برای کتاب «باب الهوا، موسیقی مردم‌شناسی جزیره کیش» و دیگری در بخش موسیقی نواحی برای آلبوم لوکا را از آن خود کرد. 
او در دومین مراسم اهدای جوایز تئاتر و موسیقی علی معلم (تندیس حافظ)، به پاس معرفی موسیقی فولکلوریک ایرانی در سطح بین الملل، مورد تقدیر قرار گرفت. 
همچنین آلبوم موسیقی «لوکا» اثر محسن شریفیان به عنوان یکی از ۱۰ آلبوم برگزیده در بخش بگ پایپ (نی انبان) جهان، توسط مجله سانگ لاینز در ماه مه ۲۰۲۴ انتخاب و معرفی شد. 
محسن شریفیان به عنوان بهترین رهبر ارکستر ایرانی ـ تلفیقی در سومین جشن تئاتر و‌ موسیقی حافظ انتخاب شد. لیانا شریفیان به نمایندگی از پدر تندیس را دریافت کرد و گفت: سلام افتخار این را دارم به نیایت از پدر جایزه را دریافت کنم. ما قدردان این مراسم‌ که خصوصی برگزار می‌شوند، هستیم. پدر گفتند این جایزه متعلق به همه‌ گروه‌های موسیقی ایرانی است که با سختی و مشقت ادامه می‌دهند. 

## برنامه ها و جشنواره ها
الف) محسن شریفیان، دبیری جشنواره‌های موسیقی زیر را بر عهده داشته است:
۱- جشنواره نوای نواحی در نوروز ۱۴۰۰
۲-اولین جشنواره موسیقی بین المللی ساز نی انبان با حضور ۱۳ گروه داخلی و ۴ گروه خارجی در جزیره کیش
ب) همکاری با رادیو سوینا برای تولید پادکست های موسیقایی ویژه مخاطبان نابینا 
ج) همکاری با برنامه صداتو 

## طراحی و ساخت نی انبان الکترونیک در ایران
ساز  لیانیک نسخه‌ای بومی از سازی مشابه است که در اروپا برای هنرجویان و اهالی موسیقی، امکان تمرین را فراهم می‌آورد. این ساز نمونه خارجی دارد و از سال ۱۳۴۰ استارت آن در دنیا زده شد که پس از گذشت سال‌ها تلاش و مطالعه(حدود ۱۵ سال)  در بوشهر به ثمر نشسته است.

## احضار به دادگاه فرهنگ و رسانه
محسن شریفیان به خاطر کنسرت ۳۰ دی ماه سال ۱۳۹۸ شمسی، تقدیم یک قطعه به جانباختگان آبان و اجرای رقص آیینی (عنوان: جریحه‌دار کردن عفت عمومی از طریق ارتکاب فعل حرام در انظار عمومی و فعالیت تبلیغی علیه نظام) به دادگاه فرهنگ و رسانه احضار شده است.

## کتاب‌های منتشر شده و تألیفات
- کتاب اهل زمین؛ موسیقی و اوهام در جزیره خارگ (انتشارات قلم آشنا ۱۳۸۱ و ۱۳۸۴)[۱۳][۱۴]
- کتاب و سی‌دی صوتی اهل ماتم؛ آواها و آیین سوگواری در بوشهر (انتشارات دیرین ۱۳۸۵ و ۱۳۸۳)[۱۵][۱۶]
- کتاب دلیران خاموش (انتشارات آینهٔ جنوب ۱۳۸۸)[۱۷]
- کتاب موسیقی بوشهر در عصر باستان؛ محسن شریفیان و سید قاسم یاحسینی (دانشنامهٔ استان بوشهر – حوزهٔ هنری بوشهر ۱۳۸۹)[نیازمند منبع]
- کتاب موسیقی بوشهر پس از اسلام؛ محسن شریفیان و سید قاسم یاحسینی (دانشنامهٔ استان بوشهر – حوزهٔ هنری بوشهر ۱۳۸۹)[نیازمند منبع]
- کتاب و مولتی‌مدیای تصویری اهل ساز؛ سازشناسی موسیقی بوشهر (انتشارات سازمان میراث فرهنگی، صنایع دستی و گردشگری ۱۳۸۴ و ۱۳۹۳)[۱۸]
- کتاب و سی‌دی؛ آموزش نی‌انبان؛ محسن شریفیان با همکاری بابک شهرکی (انتشارات ماهور ۱۳۹۶)[نیازمند منبع]
- کتاب؛ مردم‌شناسی و موسیقی نوار ساحلی شیبکوه؛ محسن شریفیان (انتشارات نگاه ۱۳۹۷)[نیازمند منبع]
- کتاب بابا الهوا؛ موسیقی و مردم‌شناسی بومیان کیش (انتشارات نگاه ۱۳۹۹)[۱۹]

## آلبوم‌ها و آثار موسیقایی
- آلبوم بدون کلام از موسیقی جنوب ایران با نام لیانا (پیام کاست ۱۳۷۶)[نیازمند منبع]
- شَپ (پیام کاست ۱۳۷۹)[۲۰]
- بندری (خانهٔ هنر پرواز ۱۳۸۱)[نیازمند منبع]
- موج (سروش ۱۳۸۳)[نیازمند منبع]
- سیراف (سروش ۱۳۸۷)[۲۱]
- محلهٔ خمونی (مؤسسه فرهنگی هنری آونگ ۱۳۸۸)[۲۲][۲۳]
- خیام‌خوانی (مؤسسه فرهنگی-هنری ماهور ۱۳۸۸)[۲۴]
- شروه‌خوانی در بوشهر (مؤسسه فرهنگی-هنری ماهور ۱۳۸۹)[۲۵]
- پار و پیرار (مرکز موسیقی حوزهٔ هنری ۱۳۸۹)[۲۶]
- موج (سروش ۱۳۹۲)[نیازمند منبع]
- اهل ماتم (مؤسسه فرهنگی-هنری ماهور ۱۳۹۱)[۲۷]
- دینگو مارو (ایران‌گام ۱۳۹۳)[۲۸]
- کنسرت تصویری لیان (هنر اول ۱۳۹۴)[۲۹]
- نِیمه‌خوانی (ماهور ۱۳۹۴)[نیازمند منبع]
- آلبوم تصویری لیان (ایران‌گام ۱۳۹۶)[نیازمند منبع]
- سی‌دی آموزش نی‌انبان (ماهور ۱۳۹۶)[نیازمند منبع]
- موسیقی نوار ساحلی شیبکوه (ماهور ۱۳۹۷)[نیازمند منبع]
- آلبوم موسیقی نواحی ایران با محوریت موسیقی جزیرهٔ کیش که نخستین آلبوم موسیقی منسوب به بومیان کیش است (مؤسسه فرهنگی-هنری ماهور ۱۳۹۹)[۳۰]
- آلبوم موسیقی لوکا (نشر جوان ۱۴۰۰)[۳۱]
- آلبوم موسیقی شمال بوشهر (ماهور۱۴۰۱)[۳۲]

## اجراهای خارج از کشور و کنسرت‌های برون مرزی
1. ایالت‌های مختلف آمریکا (۱۹۹۷)
2. جام جهانی آلمان (۲۰۰۶)
3. المپیک پکن (۲۰۰۸)
4. اکسپوی شانگهای (۲۰۱۰)[۳۳]
5. اردن (۲۰۰۹)
6. روسیه (۲۰۰۸، ۲۰۰۹)[۳۴]
7. امارات متحده عربی (۱۹۹۷، ۲۰۰۲، ۲۰۰۳)
8. عمان (۲۰۰۱، ۲۰۰۴)
9. کویت (۲۰۰۲)
10. قطر (۲۰۰۲، ۲۰۰۸، ۲۰۱۰)
11. ترکمنستان (۲۰۰۱، ۲۰۰۲، ۲۰۰۸)
12. ترکیه (۲۰۰۳)
13. بحرین (۲۰۰۳)
14. سنگاپور (۲۰۰۵)
15. مالزی (۲۰۱۰، ۲۰۱۳)[۳۵]
16. یونان (۲۰۱۰، ۲۰۱۱، ۲۰۱۲)[۳۶]
17. بلاروس (۲۰۱۱)[۳۷]
18. الجزایر (۲۰۱۲)
19. سوئد (۲۰۱۱، ۲۰۱۲، ۲۰۱۳)[۳۸]
20. نروژ (۲۰۱۳)
21. چین (۲۰۱۷ ، ۲۰۱۸ و ۲۰۱۹)
22. اتریش (۲۰۱۷ و ۲۰۱۸)
23. اسپانیا (۲۰۱۷)
24. اسکاتلند (۲۰۱۸ و ۲۰۱۹)
25. انگلیس (۲۰۱۸ و ۲۰۱۹)
26. هند (۲۰۱۸)
27. بلژیک (۲۰۱۹)
28. فرانسه (۲۰۲۱) [۳۹]
29. مالزی (۲۰۲۲) [۴۰]
30. کانادا (۲۰۲۳)[۴۱]
31. استرالیا (۲۰۲۳)[۴۲]
32. ترکیه (۲۰۲۴)[۴۳]
33. قزاقستان (۲۰۲۴)[۴۴]

## آهنگسازی[نیازمند منبع]
- موسیقی سریال مستند ساحل سرخ
- فیلم ابی سی‌دی (مشترک با بابک شهرکی)
- فیلم روزی مثل هر روز
- فیلم یادها، بوسه‌ها و خنجرها
- فیلم پویانمایی خلیج همیشه فارس
- فیلم پینوکیو، عامو سردار و رئیس‌علی
- فیلم تیک آف [۴۵]